# Frantisekia
Frantisekia — рід грибів. Назва вперше опублікована 2007 року.

## Класифікація
До роду Frantisekia відносять 4 види:
- Frantisekia abieticola
- Frantisekia fissiliformis
- Frantisekia mentschulensis
- Frantisekia ussurii